# Samuel Stitt
Sam Stitt (ur. 28 września 1981 w Arlington) – amerykański wioślarz reprezentant Stanów Zjednoczonych w wioślarskiej czwórce podwójnej na Letnich Igrzyskach Olimpijskich w Pekinie.

## Osiągnięcia
- Mistrzostwa Świata – Gifu 2005 – dwójka podwójna - 10. miejsce[2].
- Mistrzostwa Świata – Eton 2006 – czwórka podwójna - 8. miejsce[2].
- Mistrzostwa Świata – Monachium 2007 – dwójka podwójna - 9. miejsce[1].
- Letnie Igrzyska Olimpijski – Pekin 2008 – czwórka podwójna – 5. miejsce[1].
- Mistrzostwa Świata – Poznań 2009 – czwórka podwójna – 12. miejsce[3].